# Santana do Matos (ort)
Santana do Matos är en ort i Brasilien.   Den ligger i kommunen Santana do Matos och delstaten Rio Grande do Norte, i den östra delen av landet, 1 600 km nordost om huvudstaden Brasília. Santana do Matos ligger 144 meter över havet och antalet invånare är 8 050.
Terrängen runt Santana do Matos är platt åt nordost, men åt sydväst är den kuperad. Runt Santana do Matos är det glesbefolkat, med 15 invånare per kvadratkilometer.. Det finns inga andra samhällen i närheten.
Omgivningarna runt Santana do Matos är huvudsakligen savann.